# Senecio eriopus
Senecio eriopus es una especie de plantas del género Senecio, familia Asteraceae.

## Descripción
Son plantas perennes, rizomatosas, densamente lanado-aracnoideas, al menos cuando jóvenes. Tiene tallos que alcanzan un tamaño de hasta 55 cm de altura, erectos. Hojas basales y caulinares inferiores largamente pecioladas, elípticas u oblanceoladas, enteras o dentadas, generalmente obtusas, cuneadas; las caulinares medias y superiores frecuentemente bracteiformes. Capítulos solitarios. Los frutos son aquenios de 4-5 mm, oblongos. Vilano de 6,5-7,5 mm. Florece y fructifica en mayo.

## Distribución y hábitat
Se encuentra sobre suelos pedregosos calcáreos. Es una especie rara que se distribuye por las montañas del SW de España y NW de África (Marruecos).

## Taxonomía
Senecio eriopus fue descrita por  Willk. in Willk. & Lange  y publicado en Prodr. FI. Hisp. 2: 116 (1865)
Etimología
Ver: Senecio
eriopus: epíteto latíno que significa "lanoso".
Variedad aceptada
- Senecio eriopus subsp. hosmariensis (Ball) Blanca

Sinonimia
- Senecio eriopus var. eriopus
- Senecio eriopus subsp. eriopus
- Senecio eriopus var. hosmariensis (Ball) Pau	[5]